# 우쓰부사촌
우쓰부사촌(内房村)은 시즈오카현의 중부 이하라군에 속해있던 촌이다. 현재의 후지노미야시에 해당한다.

## 역사
- 1889년 4월 1일 - 정촌제 시행에 의해 후지군 우쓰부사촌이 성립하였다.
- 1956년 9월 30일 - 후지군 시바토미촌과 합병해 도미하라촌이 성립하여 동일 우쓰부사촌은 폐지되었다.

## 교통

### 철도
촌내에는 철도 노선이 없지만, 일본국유철도 미노부선 시바카와역이 후지강 건너편에 위치해 있다. 

## 참고문헌
- 角川日本地名大辞典 22 静岡県